# ایسوروکو یاماموتو
یاماموتو ایسوروکو (به ژاپنی: 山本 五十六 Yamamoto Isoroku) (۴ آوریل ۱۸۸۴ - ۱۸ آوریل ۱۹۴۳) نظامی و دریابد اهل امپراتوری ژاپن بود.
او دستور حمله به پرل هاربر آمریکا را صادر کرد. به روایتی چهارصد تا هفتصد هواپیما در یک روز به پرل هاربر و هاوایی آمریکا حمله و آن مناطق را بمباران کردند. تا قبل از این حمله ژاپن به آمریکا در جنگ جهانی دوم کشور آمریکا داخل جنگ جهانی نشده بود. بعداز این حمله ژاپن به آمریکا بود که آمریکا هم مجبور به درگیری در جنگ دوم جهانی شد.
هواگرد حامل یاماموتو سال ۱۹۴۳ در حال پرواز بر فراز جزایر سلیمان توسط جنگنده‌های آمریکایی ساقط و خود او کشته شد. آمریکایی‌ها با شکستن رمز پیام‌های رادیویی ژاپنی‌ها از برنامه حضور یاماموتو در این ناحیه با خبر شده بودند.